# Palkovice
Obec Palkovice (německy Palkowitz) se nachází v okrese Frýdek-Místek v Moravskoslezském kraji. Žije zde přibližně 3 500 obyvatel. Tím se obec zařazuje do čtvrté desítky mezi nejlidnatějšími obcemi v Česku bez statusu města.

## Název
Název se vyvíjel od varianty z Palkovic (1534, 1568), Palkowicze (1581, 1676), Palkowitz (1672, 1718, 1751), Palkowitz a Palkowice (1846), Palkowitz a Palkovice (1872) až ke konečné podobě Palkovice v letech 1881 a 1924. Místní jméno je rodu ženského, čísla pomnožného, genitiv zní Palkovic. Pojmenování vzniklo z osobního jména Palek, k němuž byla přidána přípona -ovice.

## Přírodní poměry
Palkovice leží v okrese Frýdek-Místek v Moravskoslezském kraji. Nachází se 7 km jihozápadně od Frýdku-Místku, 5,5 km severozápadně od Frýdlantu nad Ostravicí a 2 km od Metylovic, 6 km severovýchodně od Kozlovic a 3 km od Myslíku.
Centrum obce se nachází ve výšce 332 m nad mořem. V nadmořské výšce 500 m je lemována pohořím nazvaným Palkovické hůrky. Nejvyšší bod, Kubánkov (661 m n. m., leží západně od obce, týmž směrem se nacházejí i vrchy Holý vrch (632 m n. m.), Ostružná (617 m n. m.) a Bačův kopec (499 m n. m.). Vesnicí protéká řeka Olešná, která ústí do stejnojmenné přehrady. Do řeky Olešné zleva vtékají Palkovský potok, Pstruží potok a potok Václavka.
Nachází se zde evropsky významná lokalita Palkovické hůrky s bučinovým porostem. Dále zde roste pět památných stromů. 11metrový tis červený stojí v lokalitě Podhoralí ve svahu v zahradě a jeho stáří bylo v roce 2003 odhadováno na 150 let. 12metrový tis červený „u Eliášů“ se tyčí v zahradě čp. 238 asi 1 km východně od rekreačního střediska 13metrový tis červený stojí v lokalitě U Kociána ve svahu v neudržovaném parku jižně od RS Dolu Odra. 10metrový tis červený, zvaný „u Radů“ stojí u čp. 59. Na okraji obce vlevo u čp. 101 stojí torzo památné lípy malolisté.

## Obyvatelstvo
| Rok            | 1869 | 1880 | 1890 | 1900 | 1910 | 1921 | 1930 | 1950 | 1961 | 1970 | 1980 | 1991 | 2001 | 2011 |
| -------------- | ---- | ---- | ---- | ---- | ---- | ---- | ---- | ---- | ---- | ---- | ---- | ---- | ---- | ---- |
| Počet obyvatel | 2560 | 2664 | 2666 | 2806 | 2964 | 2749 | 2979 | 2642 | 2818 | 2676 | 2514 | 2387 | 2600 | 3078 |
| Počet domů     | 383  | 425  | 443  | 448  | 458  | 470  | 524  | 615  | 637  | 662  | 661  | 774  | 853  | 998  |

## Obecní správa a politika

### Místní části
Obec se člení na dvě místní části Myslík a Palkovice, ty leží na dvou stejných katastrálních územích. Na území Palkovic se nachází 8 základních sídelních jednotek – tři na katastrálním území Myslík (Myslík, Rybí II a Východní Hůrky) a pět na katastru Palkovice (Hůrky I, Hůrky II, Hůrky III, Palkovice a Podhůří).

### Zastupitelstvo a starosta
Obec má 15členné zastupitelstvo, v jehož 5členné radě stojí starosta Radim Bača. Dalšími členy Rady obce jsou místostarosta Ing. David Kula, Ph.D., MBA a radní Bc. Martin Polášek, Dalibor Rada a Ing. Tomáš Opěla. Komunální volby v roce 2022 vyhrálo uskupení Nezávislí PRO! Palkovice a Myslík s devíti mandáty, další zastupitele získaly SPOLU (2), Přísaha (2) a po jednom mandátu Dobrá volba 2016 a Lidé lidem.

### Znak, vlajka a logo
Právo užívat znak a vlajku bylo obci uděleno rozhodnutím Poslanecké sněmovny Parlamentu České republiky dne 3. dubna 1996. V červeno-zeleně děleném štítě se nahoře nachází dva stříbrné kužely a dole zlaté jehněcí rouno. List tvoří čtyři vodorovné pruhy bílý, červený, žlutý a zelený. Poměr šířky k délce listu je 2:3.
Logo obce vzniklo v roce 2015 a jeho autorem je Tomáš Opluštil z firmy ECHOpix. Logo je známo jako "Oblakovečka" a znázorňuje ovečku, obláček, kopečky a úsměvy dětí.

## Hospodářství a doprava
V Palkovicích se nachází řada obchodů a menších firem. Akciová společnost Beskyd Agro Palkovice se zabývá chovem prasat, skotu a drůbeže; produkty z ovčí vlny a dutého vlákna nabízí společnost BATEX, sídlí zde výrobní společnost Střechy Ewerest a s obaly obchoduje firma ZERO. Rovněž tu funguje sběrný dvůr. Služby nabízí relaxační centrum Bazén Palkovice, Penzion & jízdárna U Bačů a restaurace Pod Habešem. Zdravotnické služby poskytují stomatolog, pediatr a praktický lékař. Funguje tu veterinární ordinace, lékárna, pobočka České pošty a obvodní oddělení Policie ČR.
Obcí prochází tři silnice III. třídy – č. 4848 z Myslíku do Frýdku-Místku, 4849 do Chlebovic a č. 48416 do Metylovic. Dopravní obslužnost zajišťuje dopravce ČSAD Frýdek-Místek. Autobusy jezdí ve směrech Ostrava, Frýdlant nad Ostravicí, Ostravice, Frýdek-Místek a Rožnov pod Radhoštěm. Obcí prochází cyklistické trasy č. 6003 z Chlebovic do Kunčiček u Bašky, č. 6004 z Frýdku-Místku do Frýdlantu nad Ostravicí a č. 6006 do Myslíku.

## Školství, kultura a sport
Nachází se zde Mateřská a základní škola Palkovice. První budova školy byla postavena roku 1805, v letech 1872 a 1903 byla rozšířena z důvodu zvyšujícího se počtu žáků. V roce 1871 zde byl učitelem Hofscheiderem založen spolek „Lidumil“.
TJ Sokol byl založen v roce 1912. Sbor dobrovolných hasičů Palkovice vznikl roku 1930. Má 57 členů, z toho 19 žen a 38 mužů. Organizace spadá pod obecní úřad. Výjezdová jednotka má k dispozici 3 vozidla. Jsou to Tatra 815 CAS 32, Volkswagen Transporter a provozní vozidlo A21 Furgon. Jsou využívána při požárech, povodních a jiných událostí. Nachází se zde umělá sjezdovka Ski areál Palkovice. Funguje tu hokejový klub HC Palkovice.

## Pamětihodnosti
- Kostel svatého Jana Křtitele
- Kaple svatého Mořice
- Kaple Sedmibolestné panny Marie na Myslíku
- poutní místo Lurdy

## Galerie

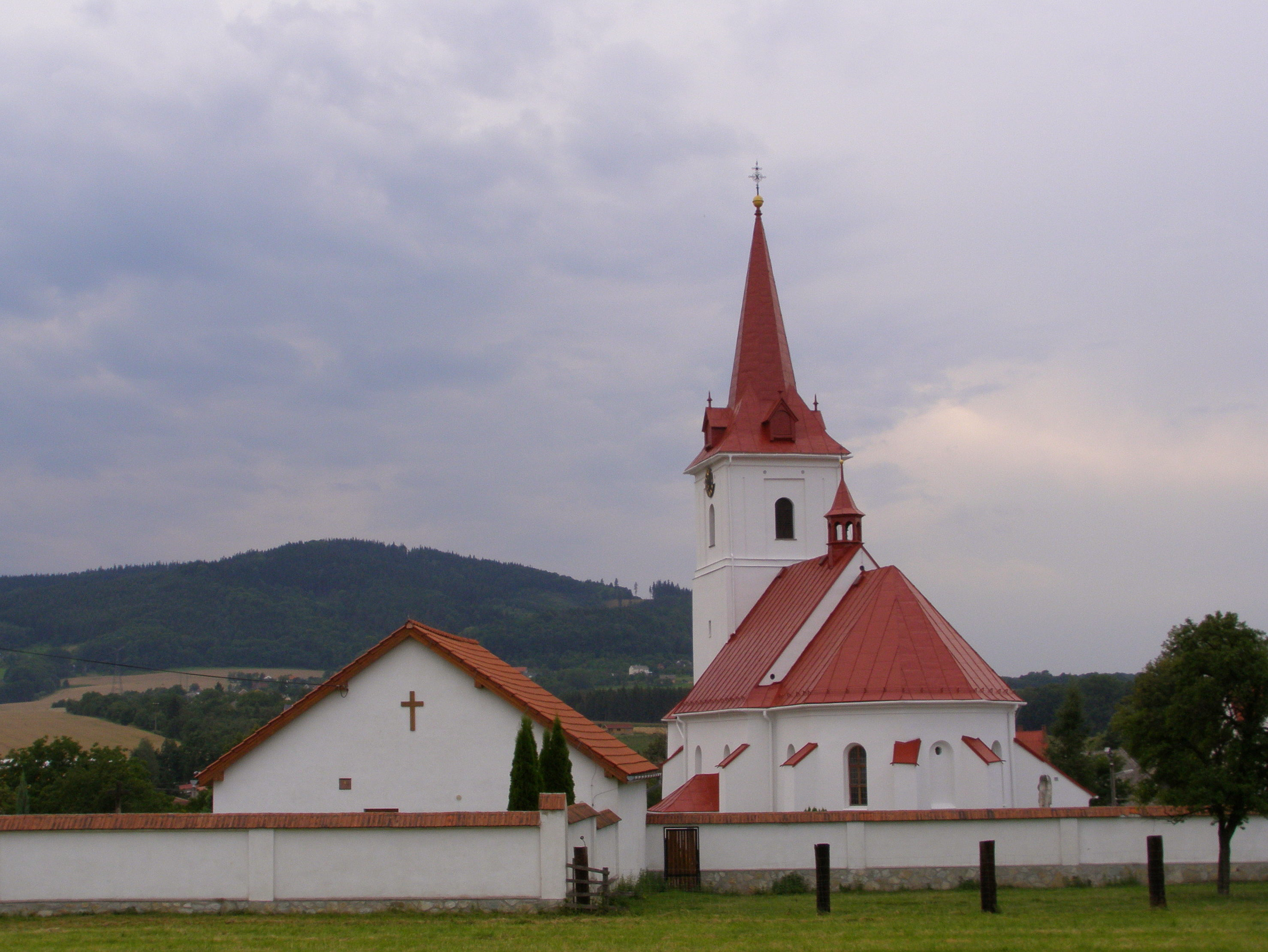
Kostel svatého Jana Křtitele
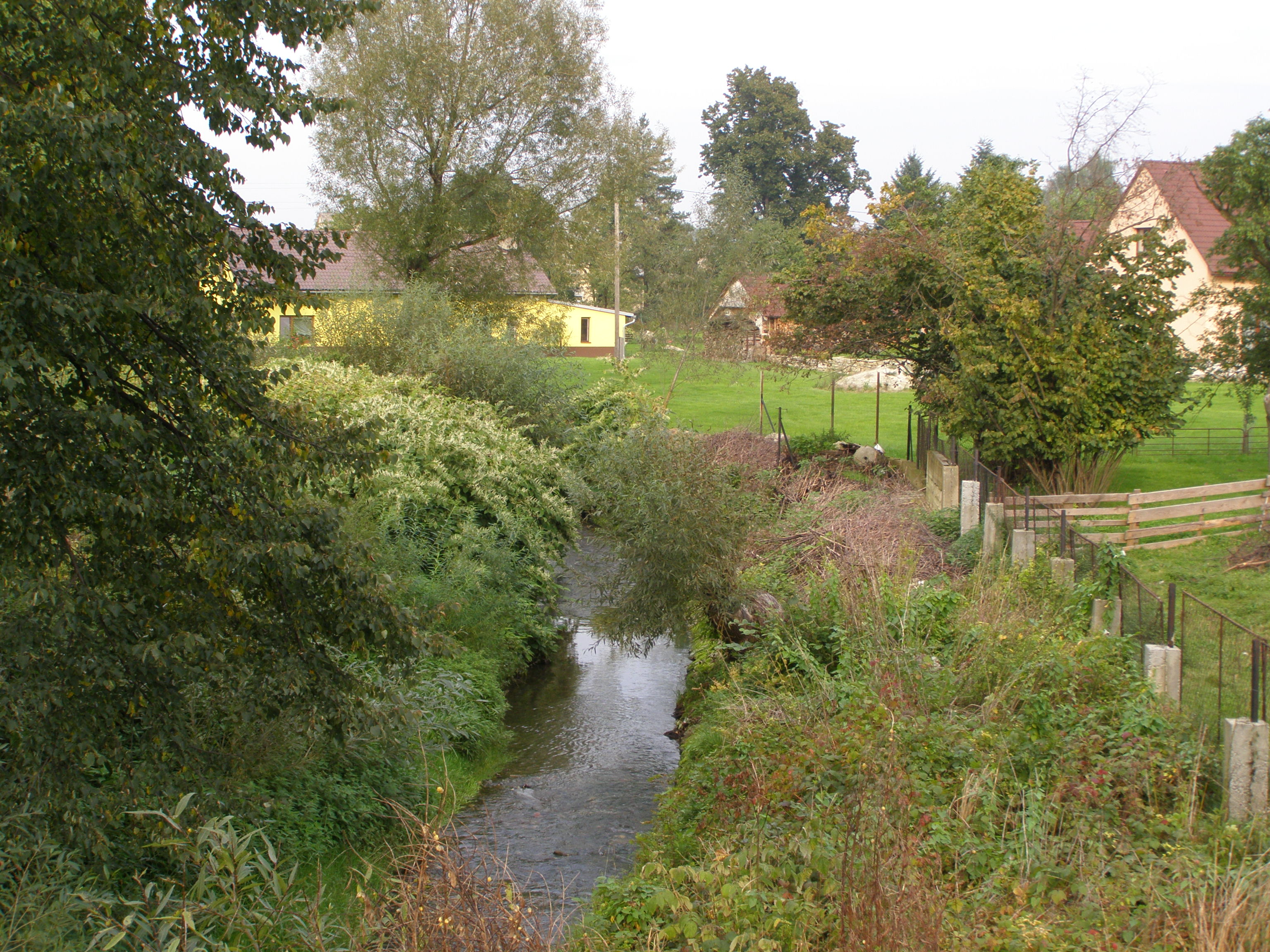
Palkovský potok
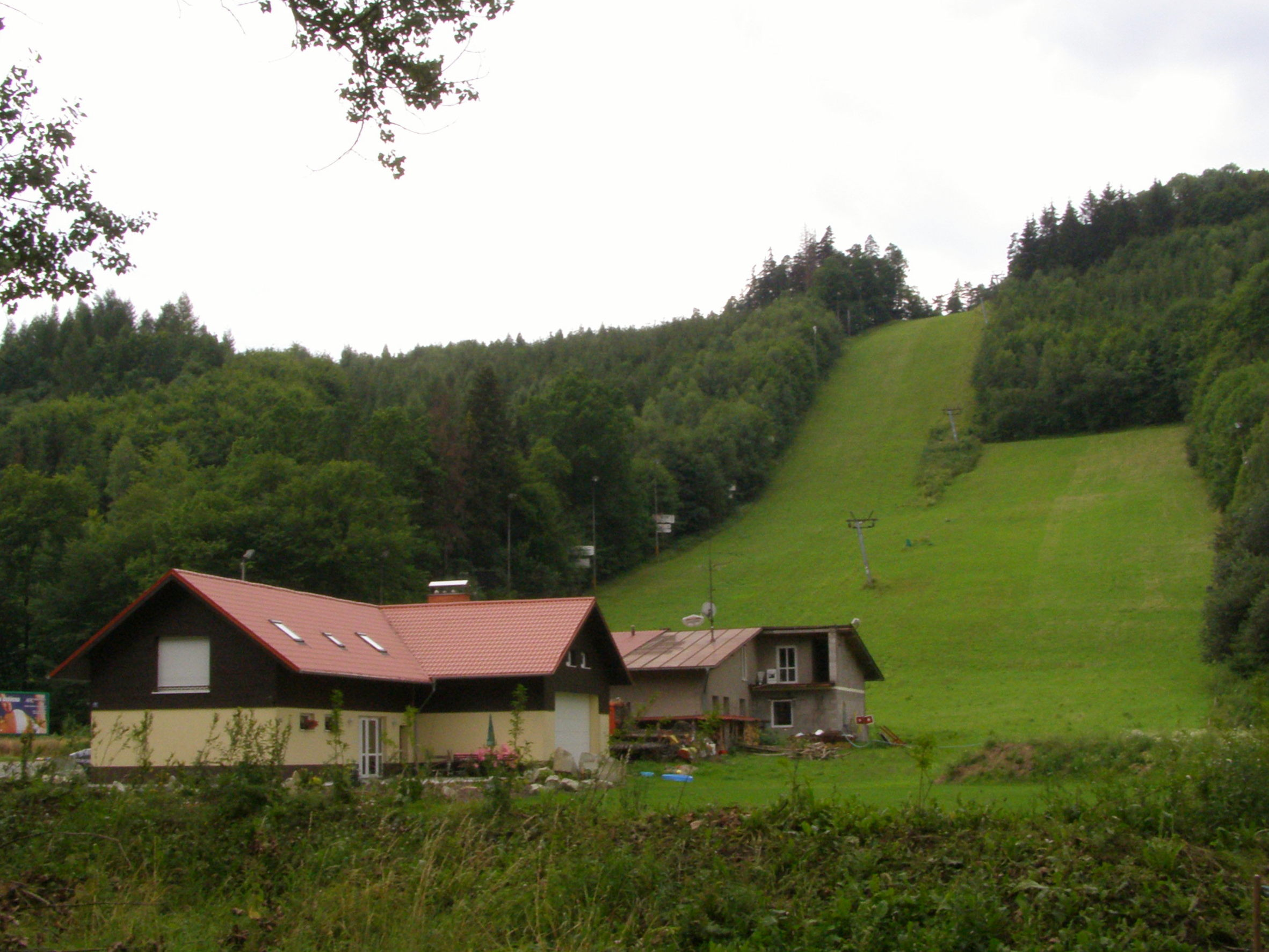
Sjezdovka
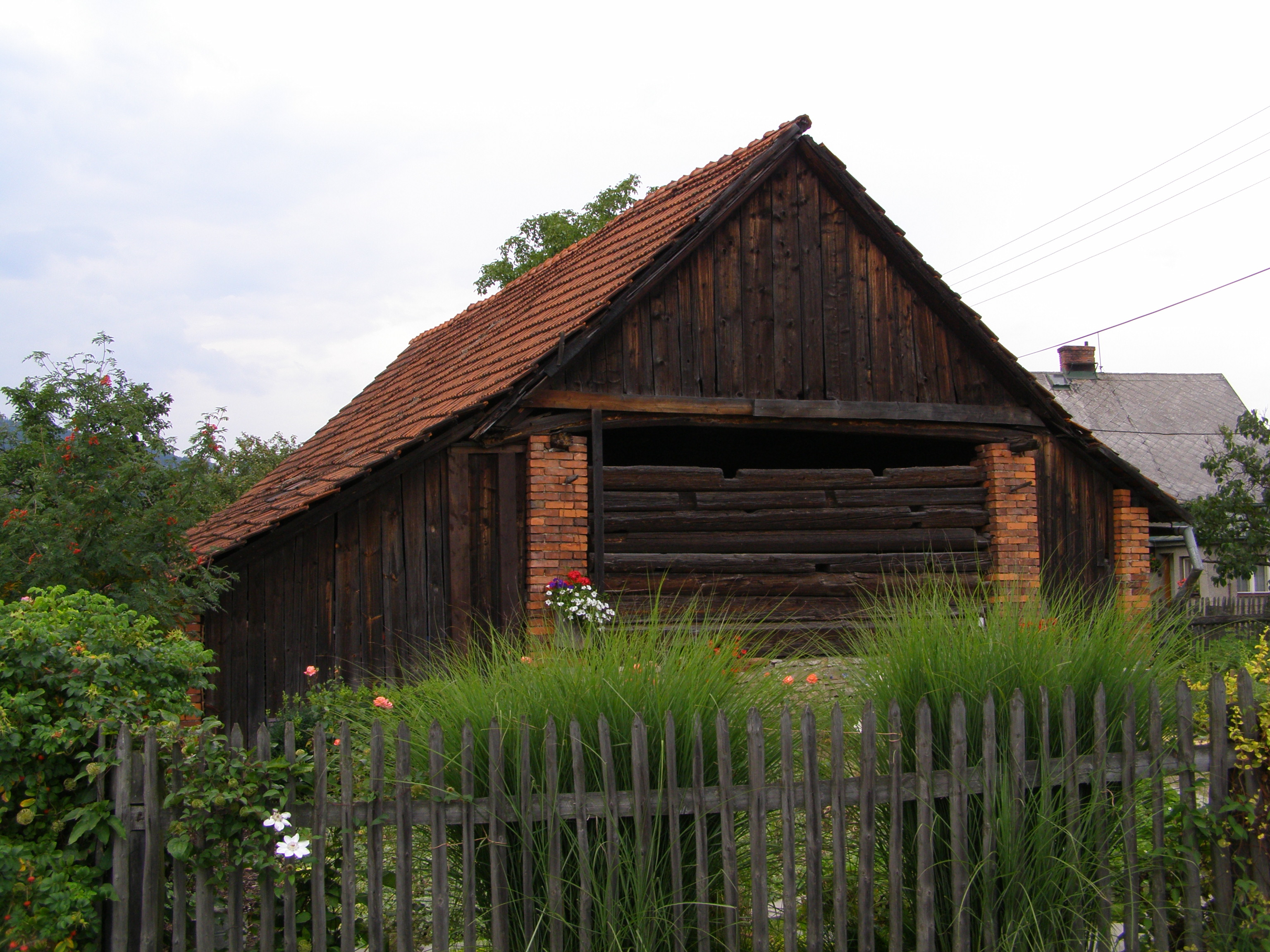
Stodola